# 国富门公寓

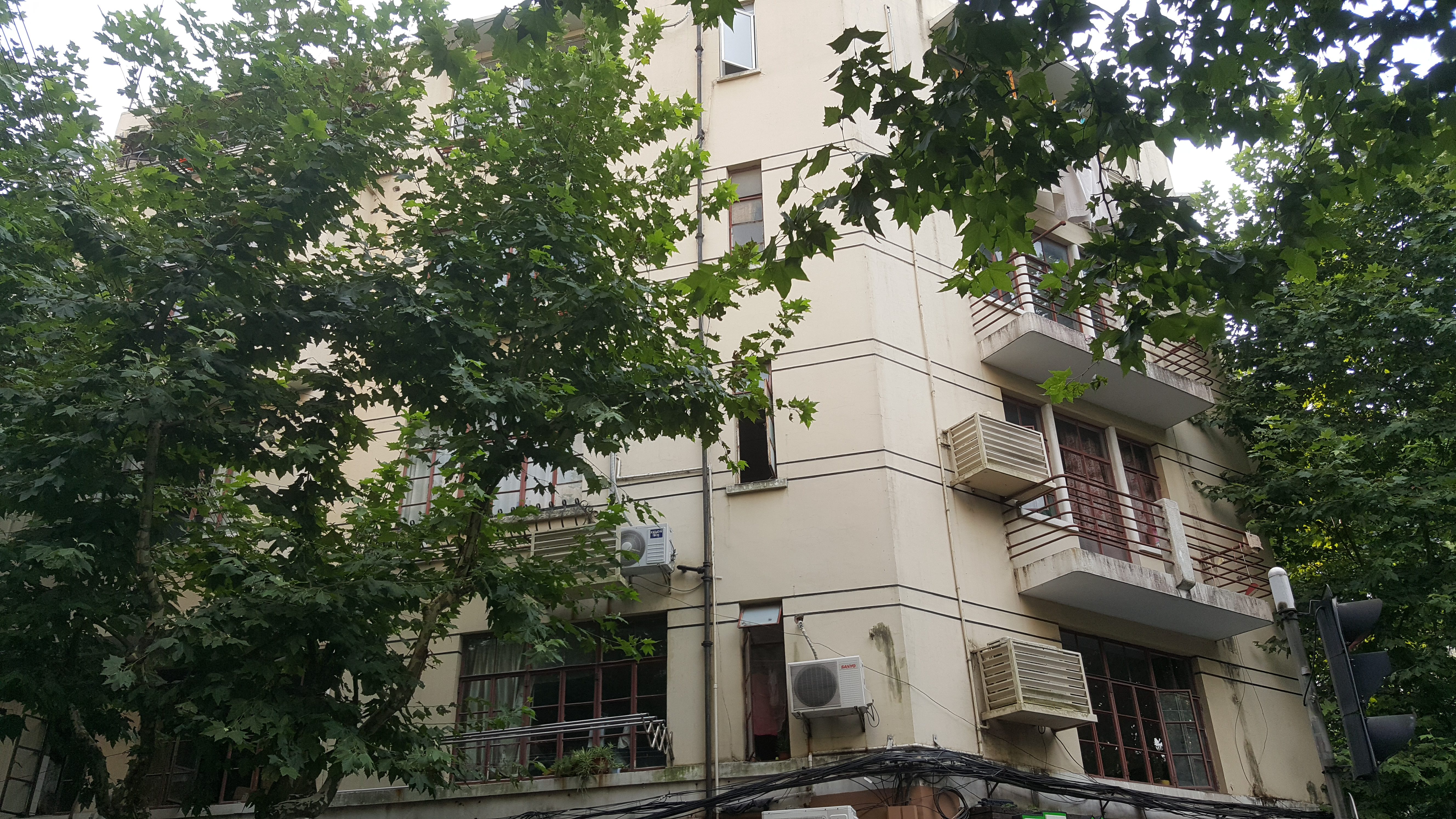
国富门公寓

国富门公寓是中国上海的一处历史建筑，位于今徐汇区武康路230、232号（湖南路口）。该建筑建于1930年代，5层建筑。
2015年，国富门公寓被列为第五批上海市优秀历史建筑，编号XH-J-012-V。